# خالدان
خالدان (به ترکی آذربایجانی: Xaldan) منطقه‌ای مسکونی در جمهوری آذربایجان است که در شهرستان یولاخ واقع شده است. خالدان ۳۸۱۸ نفر جمعیت دارد.